# 長海大長山島空港
長海大長山島空港（ちょうかいだいちょうざんとうくうこう）は中華人民共和国遼寧省大連市長海県大長山島の東端に位置する空港。1988年11月開港。1996年6月21日に大連より長海に向けての飛行中に事故を起し閉鎖となるが、2008年2月2日に復活した。滑走路の長さは 850 mである。現在、滑走路を延長する工事を実施中である。
2010年に4.2万人、2015年には7.8万の利用客を見込んでいたが、2013年の利用客は4000人未満であり、2015年3月現在6ヶ月間運航停止状態にある。そのため2015年には約15億元で拡張工事を行い、2020年の年間25万人の利用客を目指している。

## 就航路線
- 中国飛竜専業航空
  - 大連周水子国際空港

## 参考資料
1. ↑  长海大长山岛机的复航
2. ↑  焦点：中国のインフラ建設ブームが生み出す「無用の長物」ロイター2015年 04月 10日